# 瑛九
瑛九（えいきゅう、1911年4月28日 - 1960年3月10日）は、日本の画家、版画家、写真家。前衛的な作品、抽象的な作品（抽象絵画）が多い。本名、杉田 秀夫。ＱEiとも自署した。浦和画家として有名。

## 人物・来歴
宮崎県宮崎市に生まれる。瑛九の生家は宮崎市内で眼科医院を営んでいるが、極度の近視のため家業を継ぐことはできなかった。1925年、宮崎中学校（現宮崎県立宮崎大宮高等学校）を中退して上京。日本美術学校卒業。
1934年に生涯の友人となる画家の山田光春（当時は教員）と出会う。1935年に中央美術展に初入選した。山田らと芸術家クラブふるさと社を結成した。この頃より美術評論家の外山卯三郎や、画家の長谷川三郎と親交を深める。
1936年4月に瑛九の名でフォトグラムの作品集『眠りの理由』を40部限定で刊行した。10枚の写真を表紙に挟んだもので、ページ番号・作品番号等の付与がないため順番や天地が不明となっている。瑛九のフォトグラムはマン・レイらのそれとは異なり、デッサンに基づいた型紙を使うことなどから、フォト・デッサンと称された。また、フォトモンタージュも得意とした。
しかし、1937年の第1 回自由美術家協会展には、フォト・デッサンではなくコラージュ作品群《レアル》を出品した。フォト・デッサンの表現ではなく技法の珍しさやヨーロッパ前衛美術ばかりが批評の対象になったことへの不満からだといわれる。
第二次世界大戦後は、絵画や版画（銅版画、リトグラフ）の制作に力を入れた。
エスペラントを学び、1948年には宮崎エスペラント会の機関誌のガリ切り、印刷にたずさわるなどの活動を行った。1949年、谷口都と結婚し、都とはエスペラントで話したと言われ、彼女は画材の入手など献身的に瑛九に尽くした。
1951年（昭和26年）からは埼玉県浦和市（現・さいたま市浦和区）本太に移住し、精力的な製作活動を行った。また同年、泉茂や早川良雄らとともにデモクラート美術家協会を結成。自由美術家協会、創造美育協会などにも参加。オノサト・トシノブと、深い親交を結ぶ。
瑛九は高いところが苦手であったため、縦2.5m以上の大作《つばさ》を作成した際は頑丈な脚立を自作した。
1959年に健康を害して入院し、翌1960年に心不全のため48歳で死去した。妻の都は瑛九の死後も再婚せず、彼の作品を守り美術館に寄贈などをしたりして、106歳になるまで、瑛九の業績とアトリエを守り続けた。

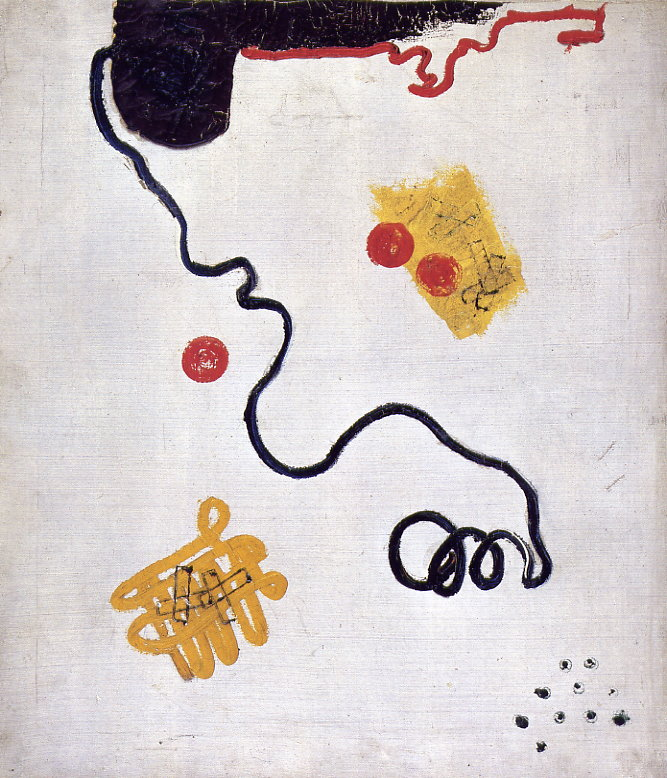
「マッチの軌跡」 1936年
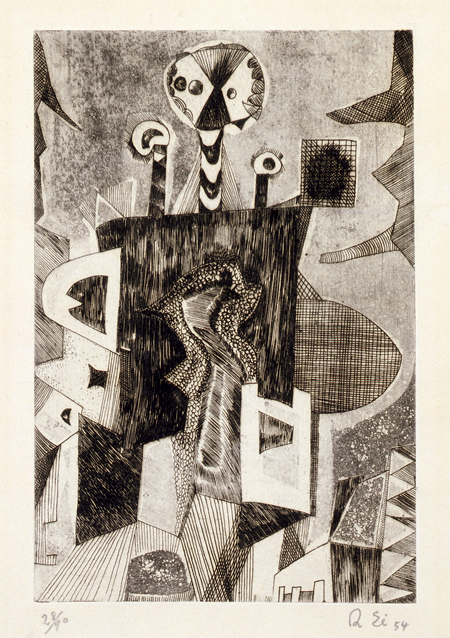
「カメラ」（1954年）
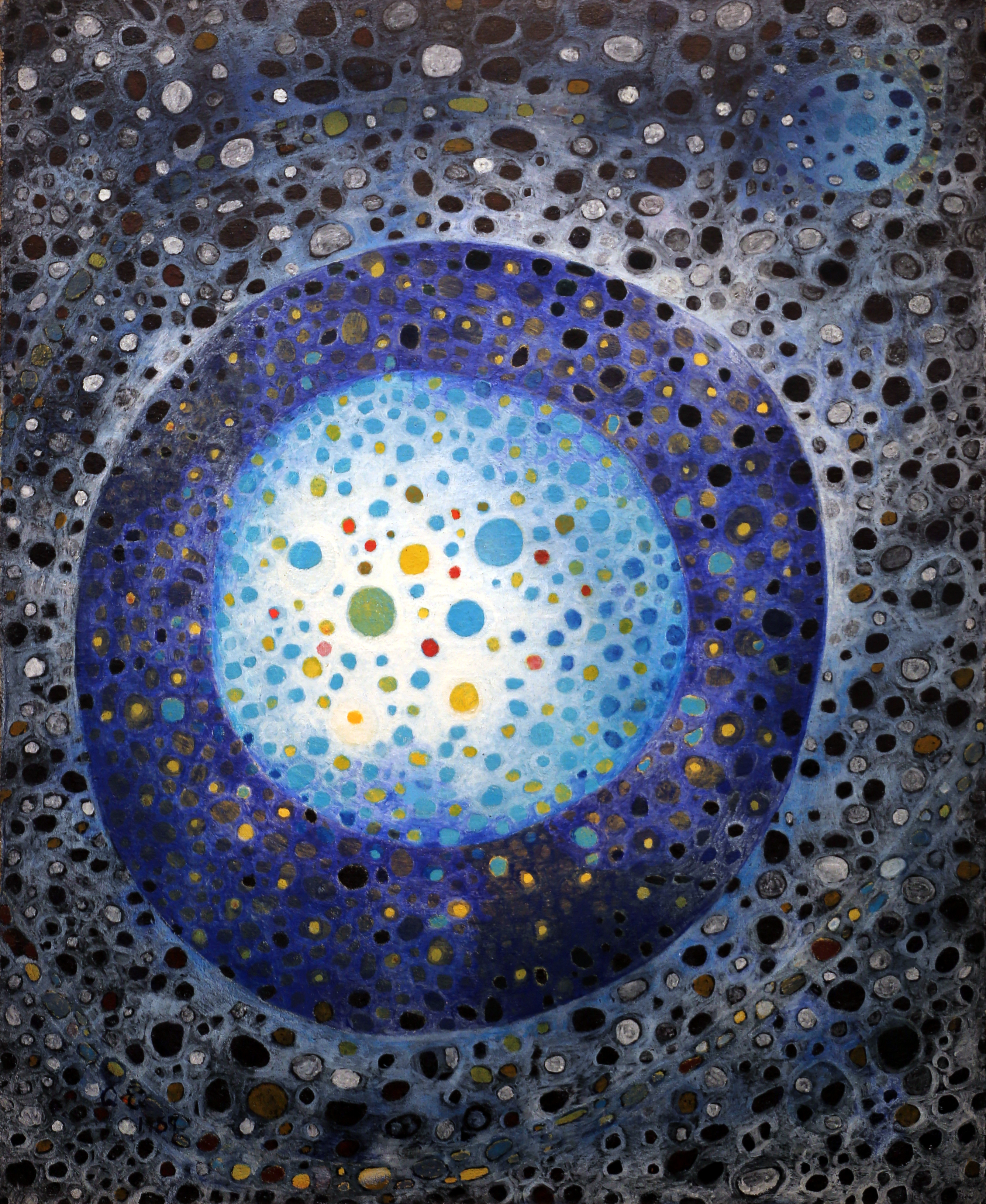
「れいめい」（1957年）
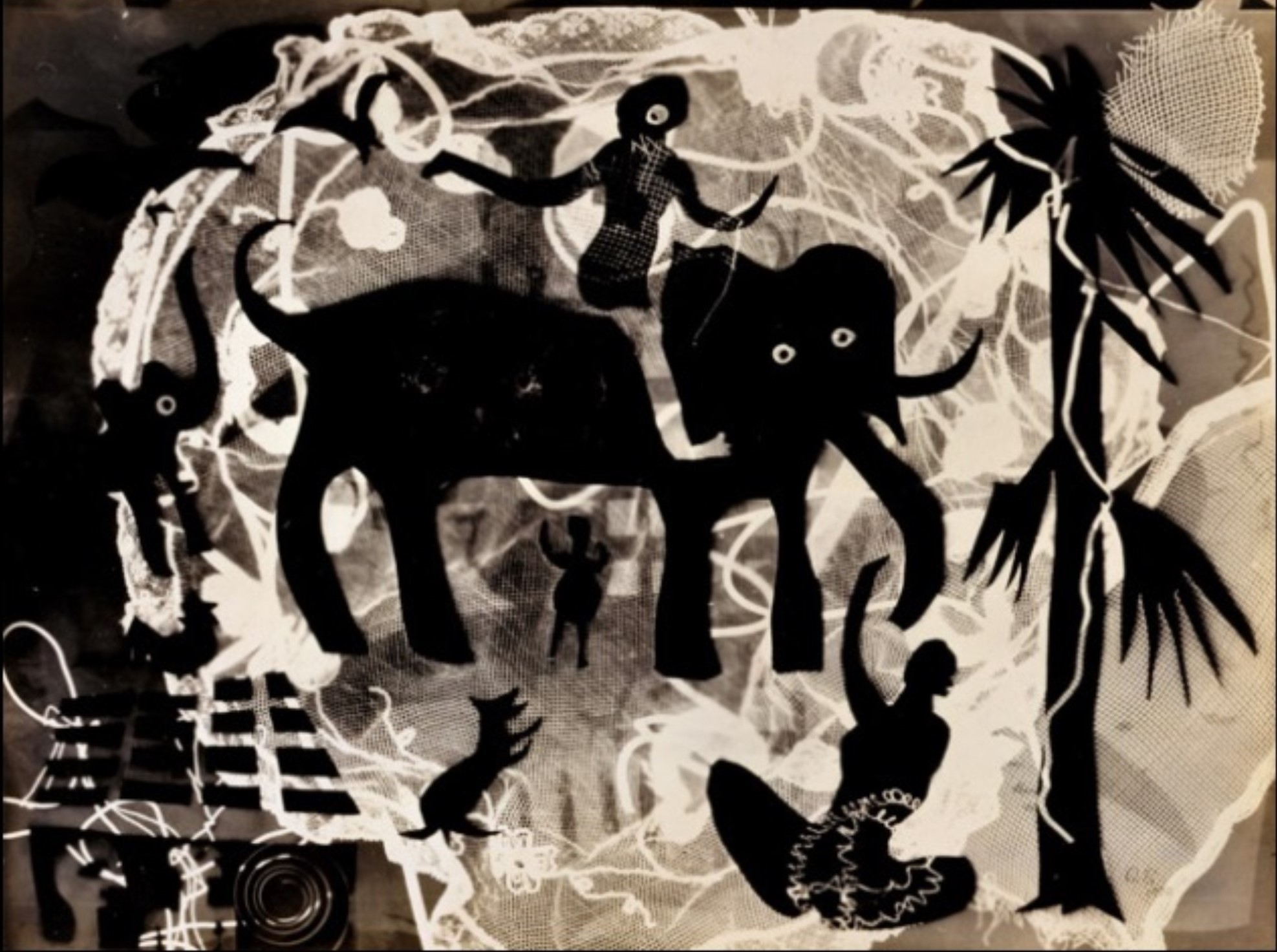
「動物園」

## コレクション等
宮崎県立美術館には瑛九のコレクションがあり、瑛九展示室で常時展示しており、約1000点の作品を収蔵している。その他作品は埼玉県立近代美術館、うらわ美術館に所蔵されている。
愛知県美術館の山田光春アーカイブに瑛九に関する資料が含まれている。
2006年9月12日放送の開運!なんでも鑑定団において「田園」という題名の瑛九の絵が鑑定された時、5000万円の値がつけられた。
2012年 山田光春が所蔵した瑛九作品および瑛九から山田宛の手紙などの資料が東京国立近代美術館に寄贈された。2016年11月22日より2017年2月12日まで、東京国立近代美術館ではこれらの収蔵品に基づいた企画展「瑛九1935-1937　闇の中で『レアル』をさがす」を開催。

## 文献
- 『眠りの理由 : 瑛九氏フォート・デッサン作品集』藝術學研究会 1936年
- 『瑛九画集』（久保貞次郎編）瑛九画集刊行会　1971年
- 『瑛九石版画総目録』瑛九の会　1974年
- 山田光春『瑛九 : 評伝と作品』風媒社　1976年
- 『瑛九作品集』日本経済新聞社　1997年
- 『埼玉の画家たち』さきたま出版会 2000年
- 『生誕100年記念　瑛九展』宮崎県立美術館、埼玉県立近代美術館／うらわ美術館　2011年
- 『瑛九1935-1937　闇の中で「レアル」をさがす』東京国立近代美術館 2016年